# 库斯塔纳耶夫卡村委员会
库斯塔纳耶夫卡村委员会（俄语：Кустанаевский сельсовет）是俄罗斯联邦阿穆尔州别洛戈尔斯克区所属的一个村委员会。其下辖有4个居民点，行政中心为库斯塔纳耶夫卡。据2016年统计，该村委员会的人口为626人。